# Coudray-Rabut
Coudray-Rabut est une ancienne commune française du département du Calvados et de la région Normandie. Le 1er janvier 2019, elle intègre la commune de Pont-l'Évêque.

## Géographie
| Saint-Martin-aux-Chartrains | Saint-Martin-aux-Chartrains, Tourville-en-Auge | Tourville-en-Auge               |
| Saint-Martin-aux-Chartrains | Coudray-Rabut                                  | Saint-Gatien-des-Bois, Surville |
| Reux                        | Pont-l'Évêque                                  | Pont-l'Évêque                   |

## Toponymie
Le toponyme Coudray, Le Coudrey en 1224, est issu de l'ancien français coudre, « noisetier ». Rabut pourrait être un patronyme.

## Histoire
En 1828, Coudray (115 habitants en 1821) absorbe Rabut (107 habitants), au nord-est de son territoire.
Le 1er janvier 2019, la commune est absorbée par Pont-l'Évêque à la suite d'un arrêté préfectoral du 17 décembre 2018.

## Politique et administration
| Période                                  | Période      | Identité          | Étiquette | Qualité         |
| ---------------------------------------- | ------------ | ----------------- | --------- | --------------- |
| 1983                                     | février 2011 | Jean-Louis Chapuy | SE        |                 |
| février 2011                             | 2018         | Michel Lemaçon    | SE        | Cadre de banque |
| Les données manquantes sont à compléter. |              |                   |           |                 |

Le nombre d'habitants, au dernier recensement, étant compris entre 100 et 499, le nombre de membres du conseil municipal est de 11.

## Démographie
L'évolution du nombre d'habitants est connue à travers les recensements de la population effectués dans la commune depuis 1793. Pour les communes de moins de 10 000 habitants, une enquête de recensement portant sur toute la population est réalisée tous les cinq ans, les populations de référence des années intermédiaires étant quant à elles estimées par interpolation ou extrapolation. Pour la commune, le premier recensement exhaustif entrant dans le cadre du nouveau dispositif a été réalisé en 2004.
En 2016, la commune comptait 322 habitants, en évolution de +5,57 % par rapport à 2010 (Calvados : +1,58 %, France hors Mayotte : +2,11 %).
| 1793 | 1800 | 1806 | 1821 | 1831 | 1836 | 1841 | 1846 | 1851 |
| ---- | ---- | ---- | ---- | ---- | ---- | ---- | ---- | ---- |
| 138  | 143  | 140  | 115  | 262  | 252  | 220  | 231  | 201  |

| 1856 | 1861 | 1866 | 1872 | 1876 | 1881 | 1886 | 1891 | 1896 |
| ---- | ---- | ---- | ---- | ---- | ---- | ---- | ---- | ---- |
| 186  | 196  | 217  | 240  | 232  | 222  | 230  | 225  | 223  |

| 1901 | 1906 | 1911 | 1921 | 1926 | 1931 | 1936 | 1946 | 1954 |
| ---- | ---- | ---- | ---- | ---- | ---- | ---- | ---- | ---- |
| 223  | 242  | 229  | 203  | 207  | 257  | 246  | 241  | 220  |

| 1962 | 1968 | 1975 | 1982 | 1990 | 1999 | 2004 | 2006 | 2009 |
| ---- | ---- | ---- | ---- | ---- | ---- | ---- | ---- | ---- |
| 187  | 178  | 204  | 254  | 313  | 333  | 339  | 343  | 308  |

| 2014 | 2016 | - | - | - | - | - | - | - |
| ---- | ---- | - | - | - | - | - | - | - |
| 316  | 322  | - | - | - | - | - | - | - |

| 1793 | 1800 | 1806 | 1821 |
| ---- | ---- | ---- | ---- |
| 124  | 96   | 107  | 107  |

## Lieux et monuments
- Église Saint-Pierre de Coudray (XIIe siècle). L'église Saint-Germain de Rabut n'existe plus.
- Château de Rabut.

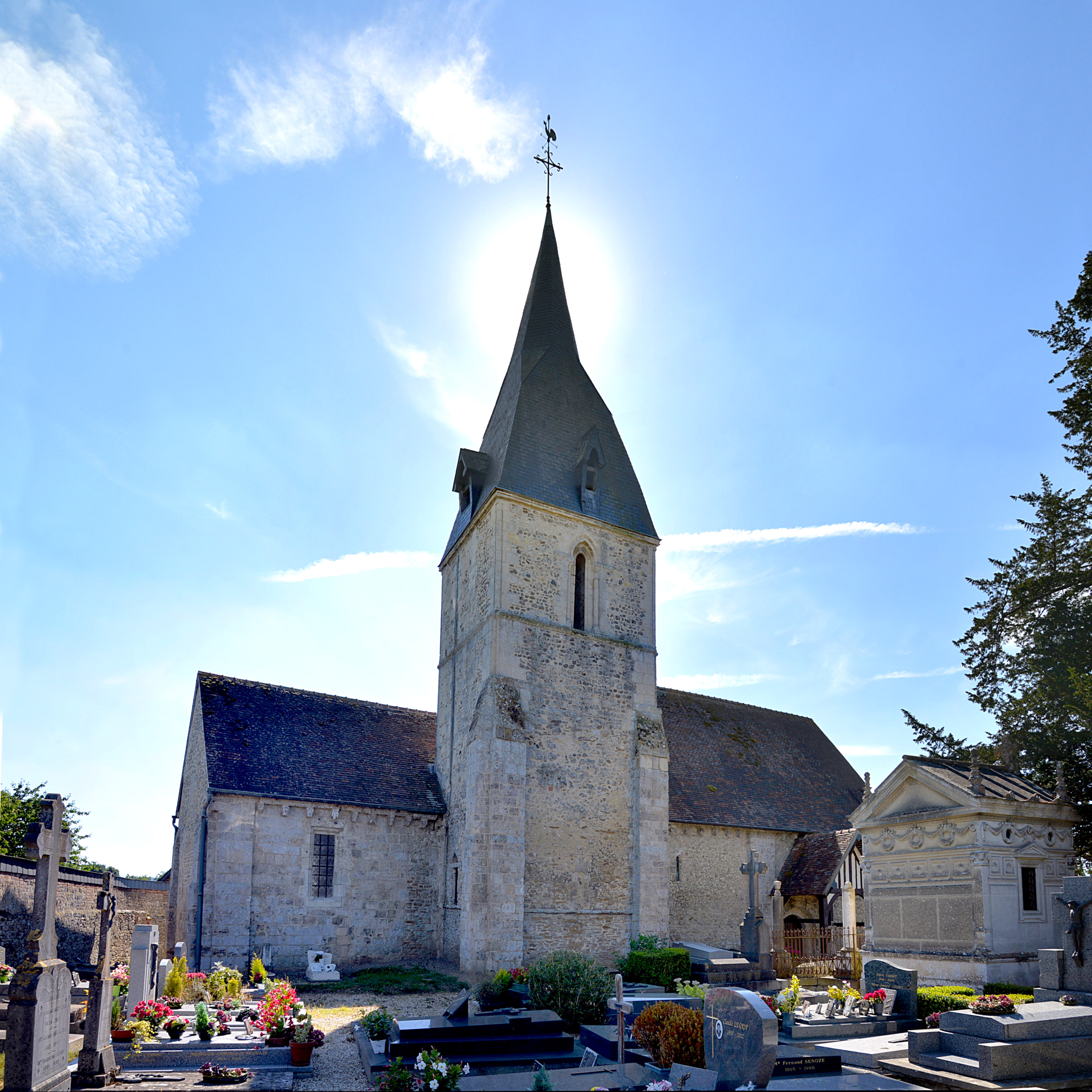
L’église Saint-Pierre. (côté nord-est).
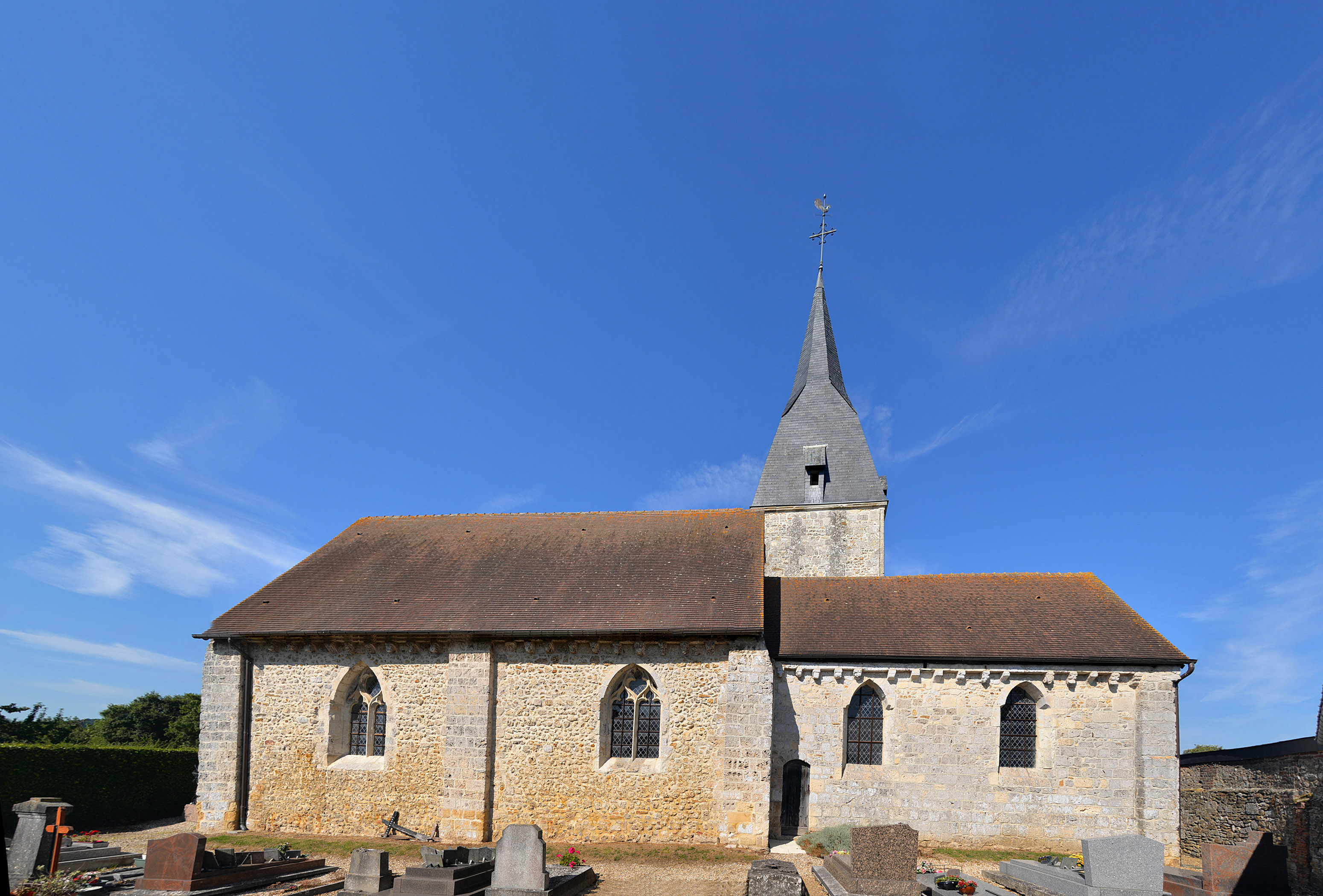
L’église Saint-Pierre. (côté sud-ouest).
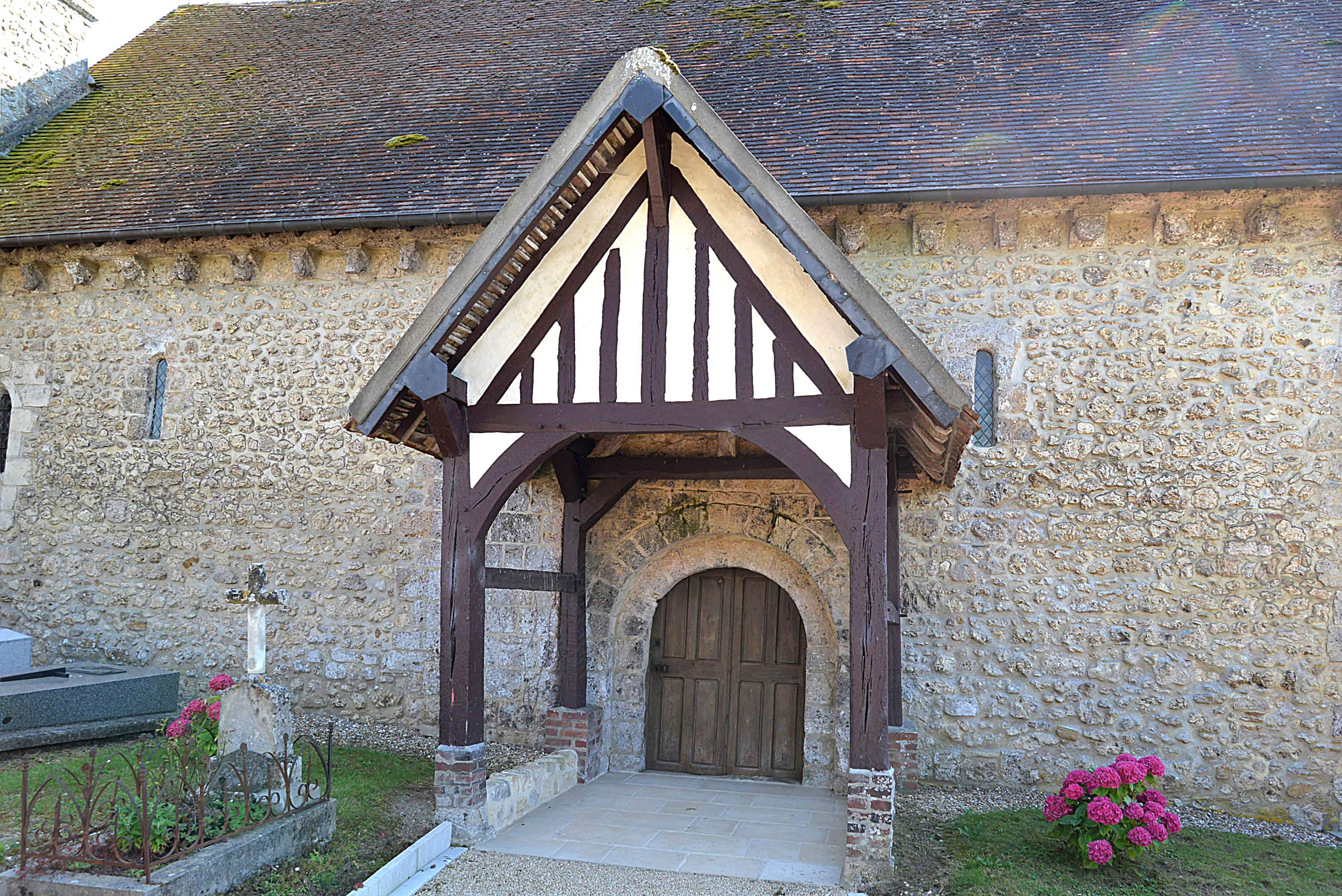
Le porche de l'église Saint-Pierre.
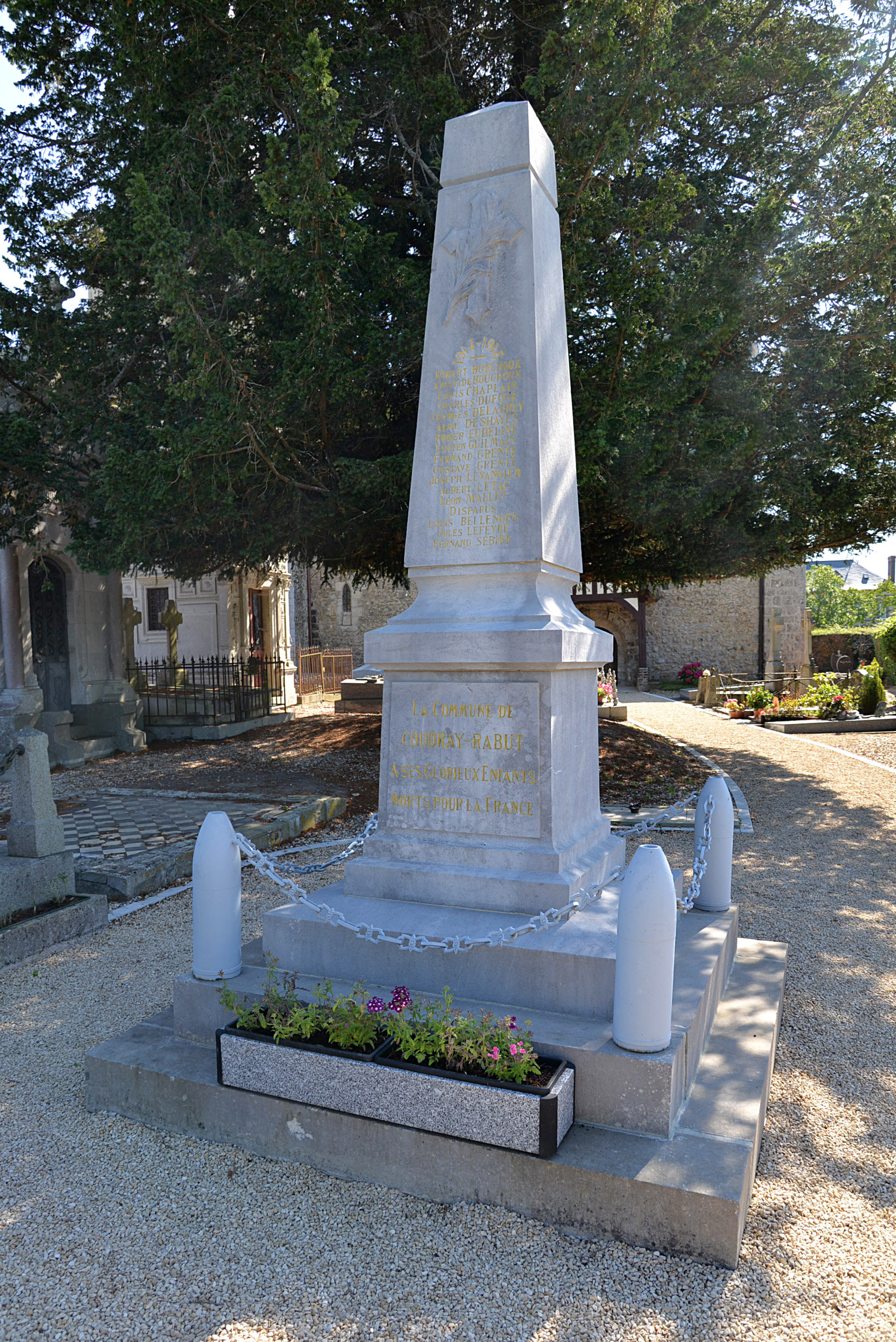
Le monument aux morts.